# فرقة لوفتفافه الميدانية الخامسة
فرقة لوفتفافه الميدانية الخامسة (بالألمانية: 5. Luftwaffen-Feld-Division)‏ Luftwaffen-Feld-Division ) كانت فرقة مشاة تابعة للوفتفافه من الفيرماخت التي قاتلت في الحرب العالمية الثانية. تم تشكيله باستخدام طاقم لوفتفافه الأرضي الفائض وخدمت على الجبهة الشرقية من أواخر عام 1942 إلى منتصف عام 1944، عندما تم حلها.

## القادة
- اللواء الرائد هانز يواكيم فون أرمين (أكتوبر-نوفمبر 1942) ؛
- أوبرست هانز برونو شولز-هايم (ديسمبر 1942 - نوفمبر 1943)؛
- الجنرال كلاهما فون هويلسن (مارس-يونيو 1944).